# Karl Magnusson
Karl Magnusson (mort le 8 août 1220), était un évêque suédois de Linköping (1216-1220). Il  participe à une croisade dans les États baltes où il est tué.

## Biographie
Karl Magnusson était le fils de Magnus Minnesköld et Ingrid Ylva, le frère d' Eskil Magnusson et le demi-frère de Birger Jarl. Il est évêque du diocèse de Linköping entre 1216 et 1220.
Karl Magnusson  participe à des croisades dans les pays baltes. Il est tué aux côtés de son oncle  le Jarl Karl Döve lors de la bataille de Lihula en Estonie le 8 août 1220. Son frère ou demi-frère Bengt Magnusson lui succède sur son siège épiscopal de Linköping.